# Кишкун, Владимир Иванович
Владимир Иванович Кишкун (род. 5 ноября 1951 года, Ленинград) — советский легкоатлет, специализирующийся в прыжках с шестом. Участник Олимпийских игр 1976 года. Чемпион Европы 1974 года. Трёхкратный чемпион СССР (1974, 1975, 1977).

## Биография
Владимир Иванович Кишкун родился 5 ноября 1951 года в Ленинграде. Тренировался под руководством Ванадия Яковлевича Розенфельда. Выступал за спортивное общество «Зенит». В 1976 году в составе сборной команды СССР участвовал в Олимпийских играх в Монреале, где занял 13 место. В 1979 году принял участие в учебном фильме «Общие основы техники прыжков с шестом», снятом Леннаучфильмом по заказу Комитета по физической культуре и спорту при Совете министров СССР.

## Основные результаты

### Международные
| Год  | Соревнования               | Место проведения     | Место | Результат |
| ---- | -------------------------- | -------------------- | ----- | --------- |
| 1968 | Европейские юниорские игры | Лейпциг, ГДР         | 2     | 4,60 м    |
| 1974 | Чемпионат Европы           | Рим, Италия          | 1     | 5,35 м    |
| 1976 | Олимпийские игры           | Монреаль, Канада     | 13    | 5,20 м    |
| 1977 | Кубок Европы               | Хельсинки, Финляндия | 8     | 5,00 м    |

### Национальные
| Год  | Соревнования   | Место проведения | Место | Результат |
| ---- | -------------- | ---------------- | ----- | --------- |
| 1972 | Чемпионат СССР | Москва           | 3     | 5,10 м    |
| 1974 | Чемпионат СССР | Москва           | 1     | 5,35 м    |
| 1975 | Чемпионат СССР | Москва           | 1     | 5,45 м    |
| 1977 | Чемпионат СССР | Москва           | 1     | 5,55 м    |
| 1978 | Чемпионат СССР | Тбилиси          | 2     | 5,45 м    |